# Річард Ширрефф
Річард Ширрефф (англ. Alexander Richard David Shirreff; нар. 21 жовтня 1955) — генерал Великої Британії та автор. З березня 2011 року до березня 2014 року він працював у Штабі Верховного головнокомандувача ОЗС НАТО в Європі.

## Раннє та особисте життя
Ширреф народився в Кенії, син Олександра Давида ШиррефаОсвіту здобув у Оксворді. Службу розпочав як курсант (другий лейтенант) 1976 року.

## Військова кар'єра
Ширреффа висунули на посаду капітана з 1 серпня 1980 р., а майора — 30 вересня 1987..
Ширрефф отримав звання генерал-майора 9 травня 2003 р.
4 березня 2011 року він став заступником Верховного головнокомандувача об'єднаними збройними силами в Європі і був підвищений до повного генерала.. Він вийшов з посади в березні 2014 року.

## Післявоєнна кар'єра
Ширрефф є членом Консультативної ради неурядової організації Genderforce, метою якої є боротьба та запобігання військовому сексуальному насильству при конфліктних та постконфліктних ситуаціях
2016 року Ширреф опублікував книгу під назвою «2017: Війна з Росією: термінове попередження від старшого військового командування». Він припускає, що Росія може легко вторгнутися в країни Балтії, що буде можлива війна між Росією та НАТО. Ширрефф припускає, що Росії під силу за лічені дні захопити частину України та країни Балтії. На його думку, НАТО і Росія близькі до війни, причому НАТО виявиться неспроможним швидко реагувати на блискавичні дії Росії, а Москва може поставити світ перед загрозою ядерної війни. Він також стверджує, що колишній Державний секретар оборони, Філіп Геммонд, намагався судити військовослужбовців, коли вони говорили про британську оборону.